# Cavillator
Cavillator Wesolowska, 2000 è un genere di ragni appartenente alla famiglia Salticidae.

## Distribuzione
L'unica specie oggi nota di questo genere è stata rinvenuta nello Zimbabwe.

## Tassonomia
A giugno 2011, si compone di 1 specie:
- Cavillator longipes Wesolowska, 2000 — Zimbabwe